# Híd Terabithia földjére (regény)
A Híd Terabithia földjére egy 1977-ben megjelent regény, melyet Katherine Paterson írt leginkább fia, David L. Paterson elbeszélései alapján. A mű 1978-ban elnyerte az egyik legnívósabb díjat, a Newbery medált. A közhiedelemmel ellentétben műfaját tekintve a könyv nem fantasy és nem ifjúsági regény. Nagyon mély jelentéstartalommal bír, melyet egy fiatal gyermek szülői segítség nélkül nem képes megérteni. Ennek ellenére több angol nyelvű országban kötelező olvasmány általános iskolában.
Magyarországon először az 1980-as években adta ki a Móra Ferenc Könyvkiadó a Piknik könyvsorozat részeként, Híd a túlvilágra címen, Petrőczi Éva fordításában, Molnár Péter rajzaival. A sorozatot a világirodalomból behozott ifjúsági regények alkották. A 2007-es film hatására a Beholder kiadó ismét megjelentette a művet, Novák Gábor fordításában. A borító az egyik moziplakát lett, azt sugallva, hogy a műfaja fantasy.

## Filmek
1985-ben filmet forgattak belőle, ám az a kritikusok és a közönség egybehangzó véleménye szerint felejthető volt. Moziban nem is vetítették, csak TV-ben adták le.
2007-ben Csupó Gábor nagy sikerű mozifilmet készített belőle Josh Hutcherson és AnnaSophia Robb főszereplésével. A rendező David L. Paterson volt, aki Katherine Patersonnal közösen írta a forgatókönyvet. Lásd még: Híd Terabithia földjére (film, 2007)
A film, valamint az alapjául szolgáló regény Lisa Hill és David L. Paterson igaz történetét dolgozza fel. A cím metaforaként is felfogható, mert a híd ugyan valóban elkészül, lényegében mindig is létezett. Maga Leslie és az ő képzelete volt az, amely összekötötte a rideg valóságot a melegséggel teli Terabithiával.

## Cselekmény
|  | Alább a cselekmény részletei következnek! |

Jess szegény munkásosztálybeli családban nevelkedő tízéves kisfiú. Apja, Jack keményen dolgozik, hogy eltarthassa a népes családot, azaz feleségét és öt gyermeküket. Anyja háztartásbeli, egész nap a ház körüli munkákat végzi. Mindketten megkeseredett, életunt emberek, akiknek csak a kemény munka és a nélkülözés jutott. Jess rengeteget segít otthon, így nem sok szabadideje marad szórakozásra. Testvérei ilyen-olyan ürügyekkel rendszeresen kihúzzák magukat a munka alól, így minden rá és szüleire hárul. Ennek ellenére anyja egész nap őt szapulja, hiszen nincs kéznél más, akin levezetheti a fegyülemlett feszültséget. 
Jess nagyon szeret rajzolni, kevéske szabadidejét mindig ennek szenteli és igen tehetséges. Szüleitől soha semmilyen támogatást nem kap, túlságosan földhözragadtak ahhoz, hogy értékelni tudják kibontakozó művészetét. Gyakran rángatják ki alkotó tevékenységéből, hogy valami hasznos munkát adjanak neki.
Egy nap a szomszédságukba költözik a jómódú Burke család tízéves kislányukkal, Leslie-vel. Jess szülei természetesen nem nézik jó szemmel az újonnan érkezetteket, mert nem elég, hogy jobb anyagi körülmények között élnek, még csak meg sem erőltetik magukat munkával. Leslie szülei ugyanis írók, egész nap otthon dolgoznak.
A két magányos, kirekesztett gyermek összebarátkozik és olyan csodálatos kapcsolat alakul ki köztük, amiről korábban egyikük sem álmodhatott. Leslie rendkívüli képzelőerővel megáldott kislány, aki minden szabad percében varázslatos történeteket sző. Feltárja Jess előtt a fantázia világát és ketten együtt létrehozzák Terabithia titokzatos birodalmát, amely a közeli erdőben csordogáló patak fölötti kötélen átlendülve érhető el. Eme varázslatos helyen ők az uralkodók, nekik kell szembeszállniuk a birodalmukat veszélyeztető Sötét Úrral és seregeivel. Ide menekülnek az élet gondjai elől, ahol szabadok lehetnek, álmaik valóra válhatnak, ahol ünnepelt hősök és mindenki tiszteli őket. A fantázia világában vívott csaták révén szellemileg és lelkileg erősebbé válnak, ami a való életben is nagy hasznukra lesz. Ott ugyanis az iskola bajkeverői ellen kell felvenniük a küzdelmet, akiknek ők és a hozzájuk hasonló álmodozók állandó céltáblái.
A két gyermek barátsága elmélyül. Minden idejüket együtt töltik, hiszen nincs is más, akivel szívesebben lennének. És egy napon borzalmas tragédia történik.
|  | Itt a vége a cselekmény részletezésének! |

## Magyarul
- Híd Terabithia földjére; ford. Novák Gábor; Beholder, Bp., 2007